# Simone de Caillavet
Pour les articles homonymes, voir de Caillavet.
Marie Andrée Huguette Simone de Caillavet, née le 8 février 1894 à Paris et morte le 26 décembre 1968 à Neuilly sur Seine, est une femme de lettres et mannequin française.

## Biographie
Simone de Caillavet est la fille unique du dramaturge Gaston Arman de Caillavet (1869-1915) et de Jeanne Pouquet, et la petite-fille d'Albert Arman de Caillavet et de Léontine Lippmann son épouse, muse et maîtresse d'Anatole France.
Marcel Proust est un ami des parents. Il reporte sur la fille son affection pour la mère. De cet amour de jeunesse, il fera la mademoiselle de Saint-Loup d’À la recherche du temps perdu, tandis que Jeanne Pouquet, la mère, lui inspirera le personnage de Gilberte Swann. Il finit par obtenir aussi la photographie de la mère, ainsi que celle prise au tennis du boulevard Bineau et sur laquelle il joue de la guitare avec une raquette.
Simone a le goût des relations mondaines et celui des lettres. En 1918, elle publie un recueil de poèmes que préface Anatole France.
Elle épouse en premières noces George Stoïcescu, diplomate roumain. Le ménage ne dure pas. En 1924, elle fait la connaissance à Paris de l'écrivain André Maurois, veuf d'un premier mariage. Elle l'épouse en 1926, à Saint-Médard-d'Excideuil où les parents de Simone de Caillavet sont propriétaires du château d'Essendiéras. Cette propriété achetée par son ancêtre Antoine Pouquet (1757-1833), qui avait épousé Marguerite Gay, sera du temps des Pouquet et des Maurois un haut lieu de la culture littéraire et de la culture agricole. Bien que se sachant moins aimée que Janine Maurois, la première épouse, elle se dévoue à l’homme qu’elle aime et à l'écrivain qu'elle admire.
Au cours de ces années-là, elle pose dans les magazines pour Lucien Lelong, le couturier chez qui elle s'habille, comme le font d’autres femmes très en vue : la danseuse Georgia Grave, la comtesse de Chabannes, la princesse Galitzine, Natalie Paley, Baba de Faucigny-Lucinge.
Les relations de Simone Maurois facilitent l'élection de son mari à l'Académie française, le 23 juin 1938.
Pendant la guerre, le couple s'exile aux États-Unis. Jeanne Pouquet reste seule au château d'Essendiéras.
En 1947, elle laisse André Maurois partir seul pour un voyage de conférences en Amérique du Sud. Il s'enflamme pour Marita de Las Dolorés Garcia Y Rivera, une de ses admiratrices péruviennes. La liaison se scelle de cinquante-quatre lettres d’amour fou. Simone Maurois apprend, et pardonne. Neuf ans plus tard, pour prouver à Maurois qu’il s'est trompé sur cette femme, elle l’invite à Paris. Elle-même ne s’est pas trompée : il est déçu. Simone Maurois peut exiger et obtenir la restitution des lettres péruviennes. Marita de Las Dolorés Garcia Y Rivera les lui vend et repart seule pour le Pérou.
Simone Maurois meurt en 1968, un an après son mari.

## Distinctions
- Chevalière de la Légion d'honneur (1967)

## Publications
- Les heures latines, préface d'Anatole France, Arthème Fayard et Cie, 1918, 200 p.
- Maurice-Edgar Coindreau, La farce est jouée, 25 ans de théâtre français 1900-1925, préface, New York, Éd. de la Maison Française, 1942, in 12° broché, 306 p.
- Miss Howard : la femme qui fit un empereur [biographie], Gallimard, 1956, 318 p.